# Ain Suhna
Ain Suhna (arabsko  العين السخنة‎, Al-Ain al-Suhna, slovensko Vroča pomlad) je mesto v Sueškem guvernatu, Egipt, na zahodni obali rdečemorskega Sueškega zaliva. Mesto leži 55 km južno od Sueza in približno 120 km vzhodno od Kaira.

## Zgodovina
Nedavne arheološke raziskave so pokazale, da je bilo  na tem mestu staroegipčansko pristanišče in naselje. Na mesto je prvi opozoril profesor Mahmud Abd El Raziq leta 1999. Mesto od takrat raziskujejo francoski in egiptovski arheologi.
V tem pristanišču so se že v Starem egipčanskem kraljestvu organizirale pomorske odprave po Rdečem morju. Podobne najdbe kot v Ain Suhni so odkrili v Vadi Maghari, kjer so odkrili tudi številne napise iz Starega kraljestva.

## Podnebje
Po Köppnovi podnebni klasifikaciji spada podnebje v Ain Suhni v kategorijo vroče puščavsko podnebje (Bwh), tako kot drugi deli Egipta. 
| Podnebni podatki za Ain Suhna   | Podnebni podatki za Ain Suhna | Podnebni podatki za Ain Suhna | Podnebni podatki za Ain Suhna | Podnebni podatki za Ain Suhna | Podnebni podatki za Ain Suhna | Podnebni podatki za Ain Suhna | Podnebni podatki za Ain Suhna | Podnebni podatki za Ain Suhna | Podnebni podatki za Ain Suhna | Podnebni podatki za Ain Suhna | Podnebni podatki za Ain Suhna | Podnebni podatki za Ain Suhna | Podnebni podatki za Ain Suhna |
| Mesec                           | Jan                           | Feb                           | Mar                           | Apr                           | Maj                           | Jun                           | Jul                           | Avg                           | Sep                           | Okt                           | Nov                           | Dec                           | Letno                         |
| ------------------------------- | ----------------------------- | ----------------------------- | ----------------------------- | ----------------------------- | ----------------------------- | ----------------------------- | ----------------------------- | ----------------------------- | ----------------------------- | ----------------------------- | ----------------------------- | ----------------------------- | ----------------------------- |
| Povprečna visoka temperatura °C | 18                            | 19                            | 22                            | 27                            | 31                            | 33                            | 34                            | 34                            | 31                            | 29                            | 24                            | 19                            | 27                            |
| Povprečna nizka temperatura °C  | 7                             | 7                             | 9                             | 12                            | 16                            | 19                            | 20                            | 21                            | 19                            | 16                            | 13                            | 8                             | 14                            |
| Povprečna količina padavin mm   | 4                             | 4                             | 4                             | 2                             | 0                             | 0                             | 0                             | 0                             | 0                             | 1                             | 3                             | 4                             | 22                            |
| Povp. št. deževnih dni          | 3                             | 3                             | 2                             | 2                             | 2                             | 1                             | 0                             | 0                             | 0                             | 1                             | 3                             | 4                             | 21                            |
| Povp. št. sončnih ur na dan     | 8                             | 8                             | 9                             | 10                            | 11                            | 12                            | 12                            | 11                            | 10                            | 10                            | 8                             | 7                             | 10                            |
| Vir: Weather2Travel             |                               |                               |                               |                               |                               |                               |                               |                               |                               |                               |                               |                               |                               |

| Jan   | Feb   | Mar   | Apr   | Maj  | Jun   | Jul   | Avg   | Sep   | Okt   | Nov   | Dec   |
| ----- | ----- | ----- | ----- | ---- | ----- | ----- | ----- | ----- | ----- | ----- | ----- |
| 22 °C | 21 °C | 21 °C | 23 °C | 24°C | 26 °C | 27 °C | 28 °C | 28 °C | 27 °C | 25 °C | 23 °C |